# Giro della Lunigiana
Giro della Lunigiana, sedan 2010 Giro Internazionale Della Lunigiana, är en årlig fyraetappers juniortävling i landsvägscykling. Tävlingen avgörs i september månad och körs i det historiska området Lunigiana i Italien, i provinserna La Spezia i Ligurien (start) och Massa-Carrara i Toscana (mål). Den första tävlingen avgjordes 1975.

## Totalsegrare
- 2023  Léo Bisiaux
- 2022  António Morgado
- 2021  Lenny Martinez
- 2020 inställt
- 2019  Andrea Piccolo
- 2018  Remco Evenepoel
- 2017  Andrea Innocenti
- 2016  Tadej Pogačar
- 2015  Daniel Savini
- 2014 inställt
- 2013  Tao Geoghegan Hart
- 2012  Matej Mohorič
- 2011  Alberto Bettiol
- 2010  Maksat Ajazbajev
- 2009  Simone Antonini
- 2008  Stefan Mair
- 2007  Giorgio Checcinel
- 2006  Daniele Ratto
- 2005  Thomas Kvist
- 2004  Rob Ruijgh
- 2003  Valerio Agnoli
- 2002  Vincenzo Nibali
- 2001  Oleksandr Kvatsjuk
- 2000  Aleksandr Arekejev
- 1999  Aleksandr Kolobnev
- 1998  Damiano Cunego
- 1997  Roel Egelmeers
- 1996  Claudio Astolfi
- 1995  Alessandro Brendolin
- 1994  Danilo Di Luca
- 1993  Vitali Kokorin
- 1992  Marzio Bruseghin
- 1991  Andrej Mizurov
- 1990  Pavel Tjerkassov
- 1989  Gilberto Simoni
- 1988  Giuseppe Guerini
- 1987  Stefano Zanini
- 1986  Gianluca Bortolami
- 1985  Paolo Ricciuti
- 1984  Gianluca Tonetti
- 1983  Alex Pedersen
- 1982  Juri Abramov
- 1981  Oleg Petrovitj
- 1980  Wiktor Demidenko
- 1979  Silvio Riveri
- 1978  Raniero Gradi
- 1977  Franco Chioccioli
- 1976  Ivano Maffei
- 1975  Corrado Donadio